# Celidota stephens
Celidota stephens är en skalbaggsart som beskrevs av Hippolyte Louis Gory och Achille Rémy Percheron 1833. Celidota stephens ingår i släktet Celidota och familjen Cetoniidae. Inga underarter finns listade.